# Избранник судьбы
«Избранник судьбы» — советский художественный музыкально-комедийный фильм 1987 года, снятый Всеволодом Шиловским на Одесской киностудии. Экранизация одноимённой пьесы Бернарда Шоу.
Премьера состоялась 15 августа 1988 года.

## Сюжет
Однажды французский император Наполеон I Бонапарт влюбляется в очаровательную даму, которая оказывается ловкой авантюристской и с лёгкостью обманывает его.

## Роли исполняют
- Всеволод Шиловский — Наполеон I Бонапарт
- Елена Сафонова — дама
- Армен Джигарханян — трактирщик Джузеппе
- Наталья Гундарева — трактирщица
- Ивар Калныньш — поручик
- А. Москалёв — эпизодическая роль
- Игорь Богодух — эпизодическая роль

Текст от автора читает Юрий Яковлев.

## Съёмочная группа
- Автор сценария и режиссёр-постановщик: Всеволод Шиловский
- Оператор-постановщик: Николай Ивасив
- Художник-постановщик: Валентин Гидулянов
- Композитор: Александр Журбин
- Автор текстов песен: Георгий Фере
- Звукооператор: Ефим Турецкий
- Режиссёр: Зоя Нечаенко
- Оператор: Александр Лобеев
- Художники-декораторы: С. Карпенюк, В. Зверев
- Художник по костюмам: Виолетта Ткач
- Гримёр: Виктория Курносенко
- Костюмы: Александр Хилькевич
- Монтажёр: Валентина Олейник
- Запись музыки: Степан Богданов
- Ассистенты режиссёра: Татьяна Комарова, В. Степановская, Валентина Пережогина
- Ассистенты оператора: Ю. Маленький, А. Бурко
- Ассистенты художника: Елена Логвина, П. Литвинова
- Ассистент гримёра: Е. Букланова
- Комбинированные съёмки:
  - Оператор: Всеволод Шмелев
  - Художник: Г. Лотыш
- Реквизитор: А. Силак
- Художник-фотограф: Н. Артеменко
- Хореограф: И. Меркович
- Постановщик и исполнитель трюков: Владимир Жариков
- Музыкальный редактор: Е. Витухина
- Редактор: И. Матьяшек
- Административная группа: Э. Перчеклий, Владимир Мальцев, В. Ковтунова
- Директор картины: А. Мещерякова
- Оркестр Госкино СССР:
  - Дирижёр: Константин Кримец

В фильме используются кадры из таких кинокартин, как «Война и мир», «Багратион» и «Суворов».